# Capestang
Capestang (okzitanisch: Capestanh) ist eine französische Gemeinde mit 3413 Einwohnern (Stand: 1. Januar 2022) im Département Hérault in der Region Okzitanien. Sie gehört zum Arrondissement Béziers und zum Kanton Saint-Pons-de-Thomières. Die Einwohner werden Capestanais(es) genannt.

## Geographie
Capestang liegt etwa elf Kilometer westsüdwestlich von Béziers an der Grenze zum Département Aude. Umgeben wird Capestang von den Nachbargemeinden Puisserguier im Norden, Maureilhan im Nordosten, Montady im Osten, Poilhes im Südosten, Nissan-lez-Enserune im Süden und Südosten, Montels im Süden und Südwesten, Ouveillan im Südwesten sowie Quarante im Westen und Nordwesten.
Die Gemeinde wird vom Schifffahrtskanal Canal du Midi durchquert.

## Bevölkerungsentwicklung
| Jahr      | 1962 | 1968 | 1975 | 1982 | 1990 | 1999 | 2006 | 2017 |
| Einwohner | 3019 | 3014 | 2548 | 2675 | 2903 | 3007 | 3010 | 3223 |

## Sehenswürdigkeiten

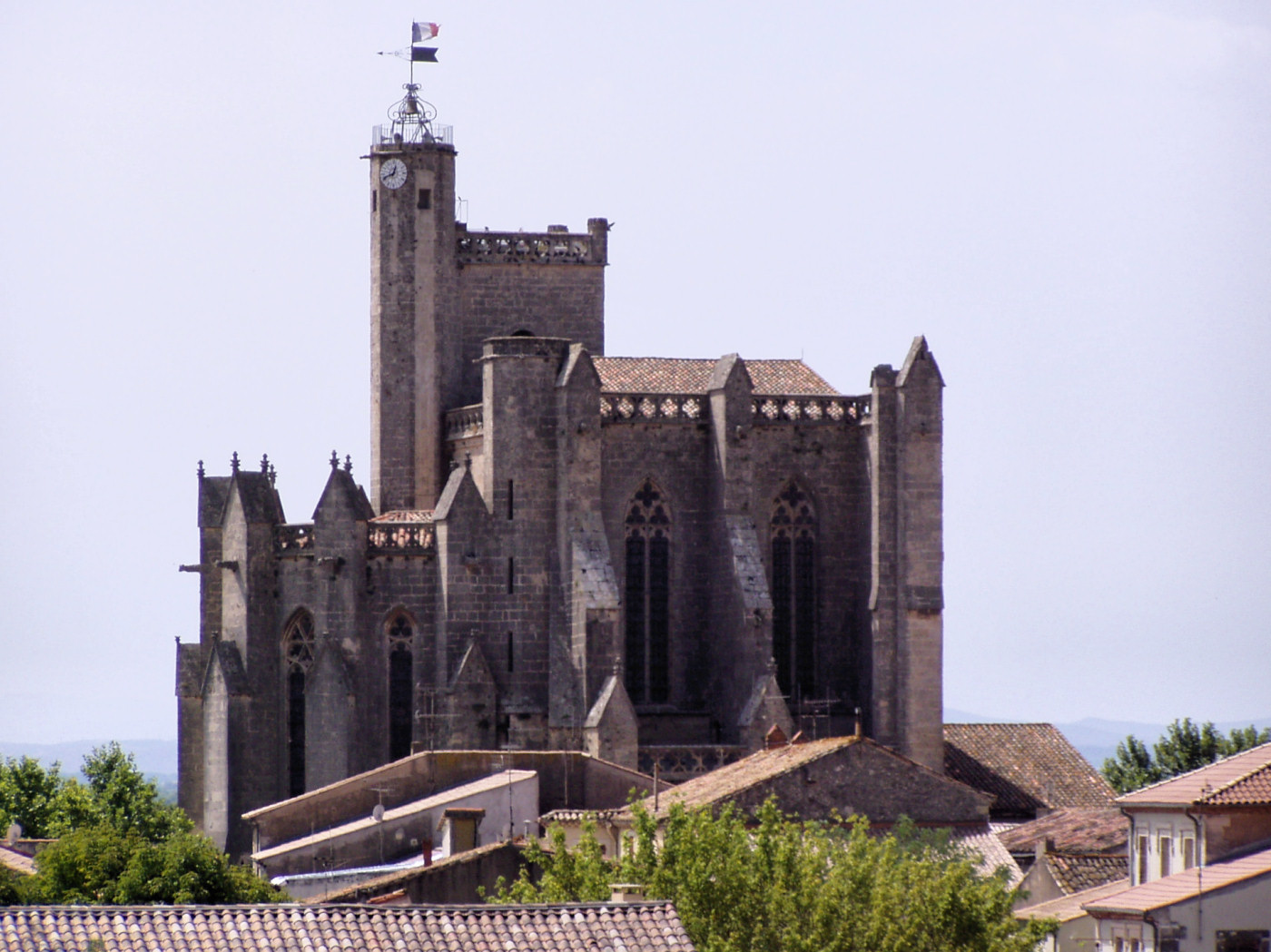
Stiftskolleg Saint-Étienne

- Stiftskolleg Saint-Étienne aus dem 13. Jahrhundert mit einem 43 Meter hohen Glockenturm, seit 1906 Monument historique
- Schloss Capestang (Schloss des Erzbischofs von Narbonne) aus dem 14. und 15. Jahrhundert, seit 1995 Monument historique
- Canal du Midi aus dem 17. Jahrhundert und Sumpfgebiet Étang de Capestang

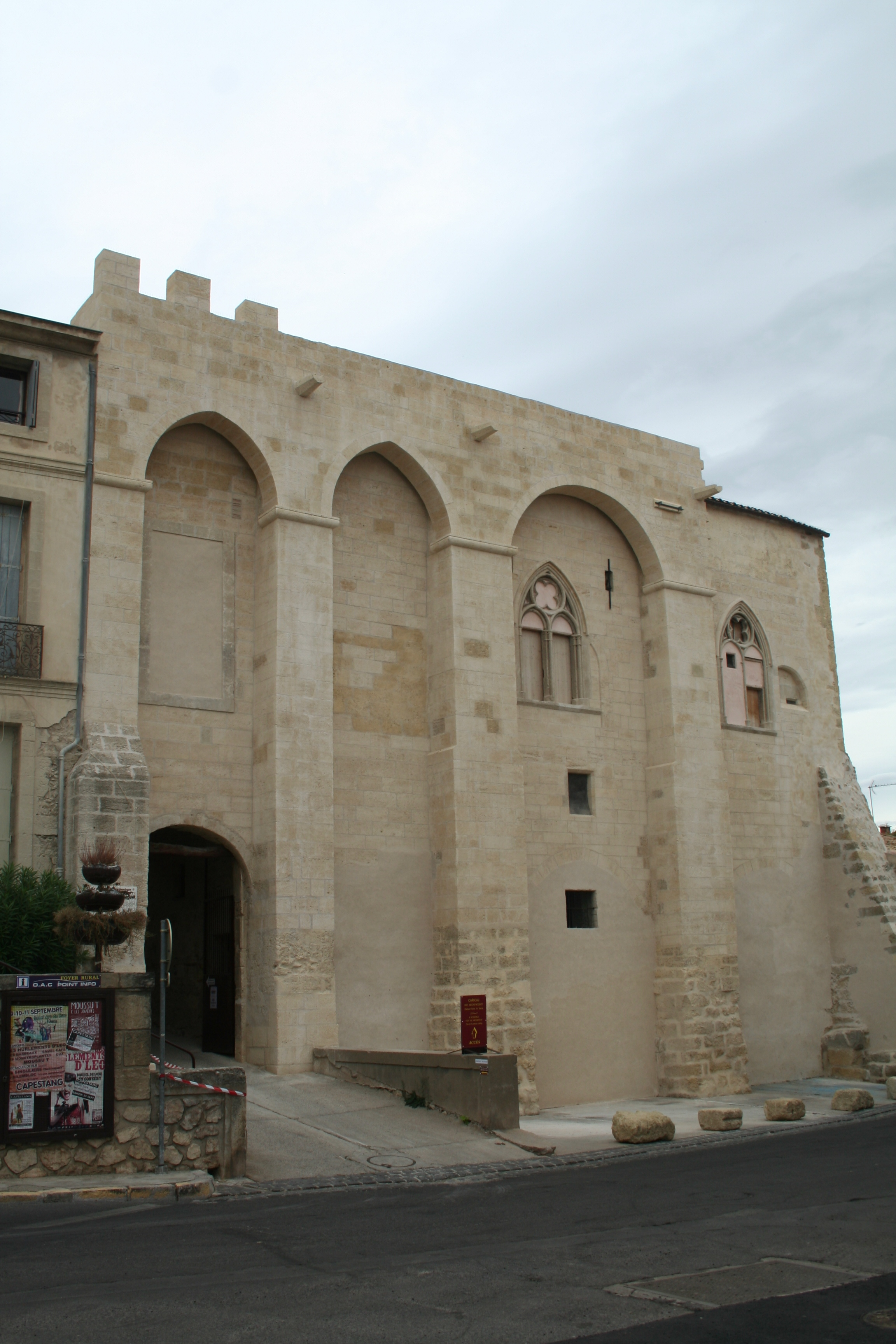
Schloss Capestang